# Heinrich Renard

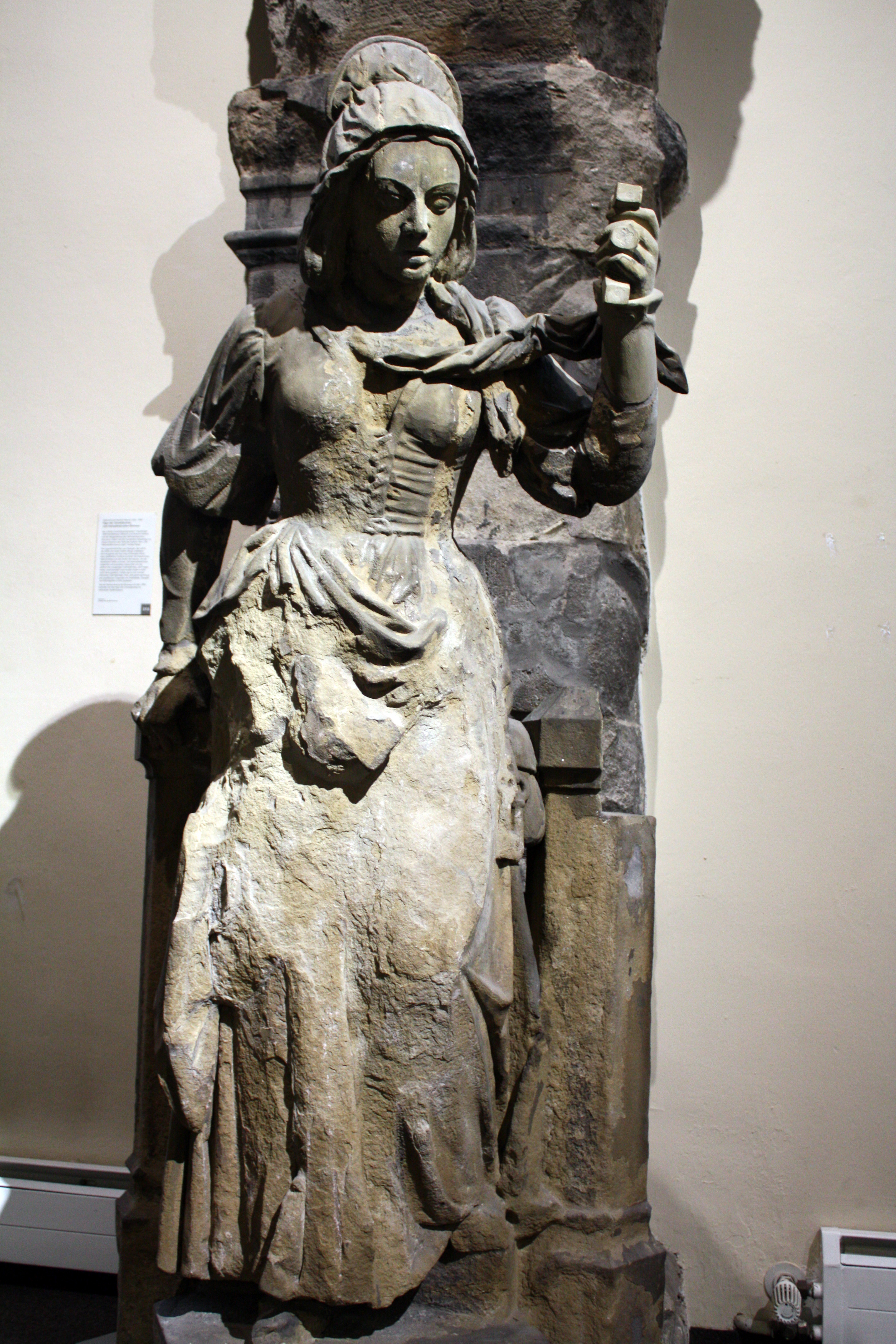
Originalskulptur des Heinzelmännchenbrunnens. Edmund und Heinrich Renard (1897 bis 1900) (Foto: 2007)

Heinrich Renard (* 10. August 1868 in Köln; † 6. November 1928 ebenda) war ein deutscher Architekt.

## Familie
Heinrich Renard war ein Sohn des Bildhauers Edmund Renard d. Ältere (1830–1905). Während sein Bruder Edmund sich für die Pflege und Erhaltung von Kunstwerken einsetzte und zum späteren rheinischen Provinzialkonservator avancierte, interessierte Heinrich sich für die Arbeit seines Vaters. Wie dieser, wollte er selbst schaffen und gestalten. So entstand vor der Jahrhundertwende ein Gemeinschaftswerk von Vater und Sohn, der Kölner Heinzelmännchen-Brunnen.

## Werdegang
Renard studierte an der Baugewerkschule Köln, bei seinem Onkel Heinrich Wiethase sowie bei Max Meckel in Frankfurt am Main. Nach dem Tod seines Onkels im Jahr 1893 übernahm Renard dessen Kölner Architektur-Atelier, in dem in späteren Jahren Karl Band einer seiner Mitarbeiter wurde.

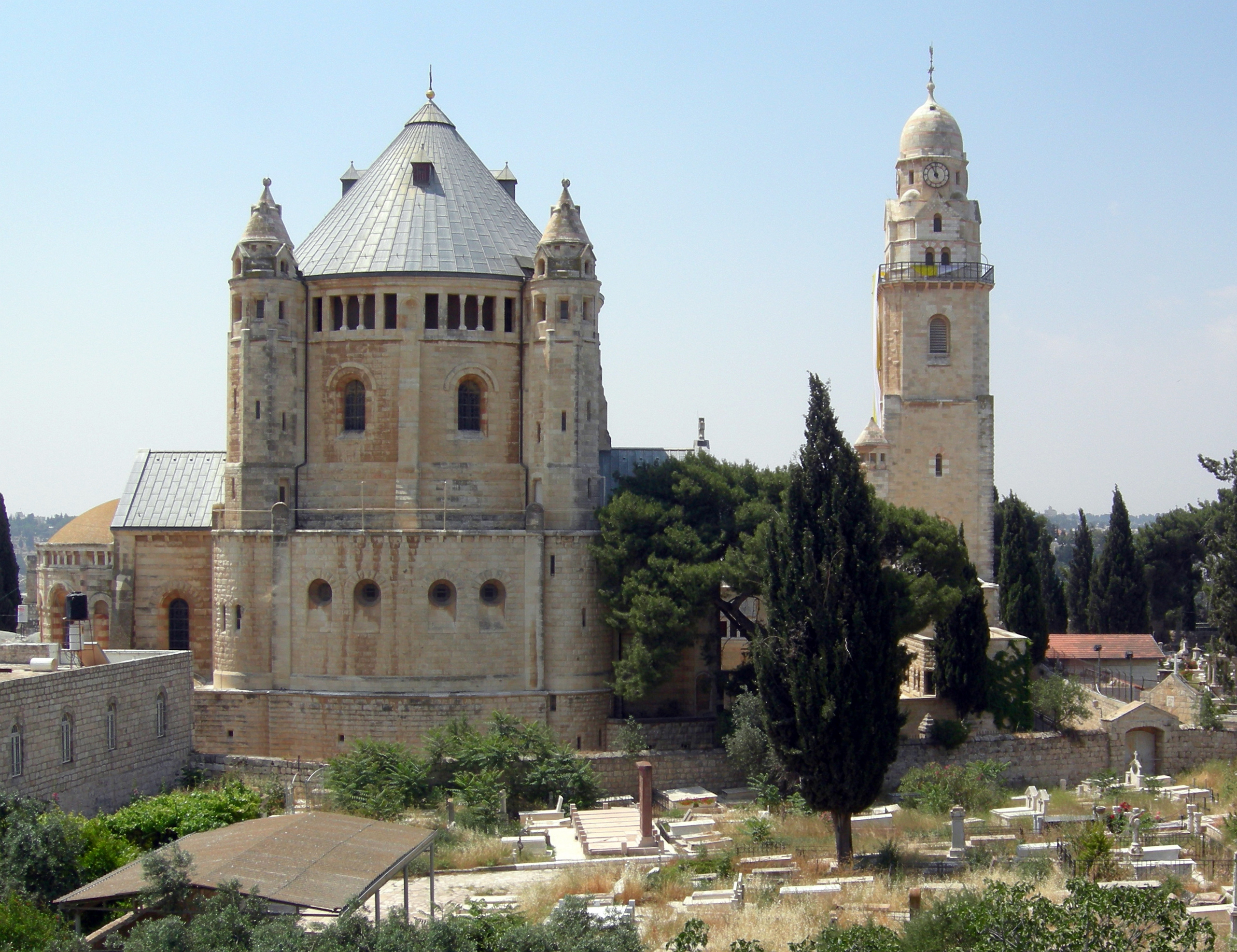
Marienkirche auf Berg Zion (2009)

Renard unternahm mehrere Studienreisen in den Nahen Osten. Er bereiste Ägypten, das zu dieser Zeit osmanische Syrien und die Region des damaligen Palästina. Das auf diesen Orientreisen gewonnene Wissen, gepaart mit fachlicher Kompetenz, veranlassten wohl den deutschen Kaiser Wilhelm, Renard mit einem Bauprojekt im Heiligen Land zu betrauen. Die von Renard für Jerusalem entworfenen Bauwerke wie das der Marienkirche auf dem Berg Zion sowie das „Deutsche Paulushospiz“ wurden 1910 vollendet. Diese Arbeiten werden heute als seine bedeutendsten Werke angesehen.
Renard, dessen Wirken in der Zeit des Späthistorismus Wilhelminischer Prägung (siehe Artikel Heimatschutzarchitektur) seinen Höhepunkt fand, entwarf zahlreiche überwiegend katholische Kirchenbauwerke. Diese schuf er vor allem in Köln und der Region der damaligen preußischen Rheinprovinz. Renard entwarf Kirchenausstattungen, aber auch einige Krankenhäuser. Darüber hinaus betätigte er sich als Gutachter für kirchliche Bauten, und in einigen Fällen als deren Restaurator.
1897 erfolgte Renards Ernennung zum Kölner Erzdiözesanbaumeister (zusammen mit Franz Statz) durch Kardinal Krementz und 1910 schließlich sein Aufstieg zum Diözesanbaurat, ernannt durch Kardinal Schulte. In seinem letzten Lebensabschnitt wandte er sich auch der Politik zu, 1920 wurde er Kölner Stadtverordneter.

## Werk

### Entwürfe zu Sakralbauten
| Jahr      | Bild | Ort                    | Objekt                     | Bundesland          | Kommentar |
| --------- | ---- | ---------------------- | -------------------------- | ------------------- | --- |
| 1899–1902 |      | Köln-Kalk              | St. Joseph                 | Nordrhein-Westfalen | |
| 1900      |      | Wolsdorf (Sieg)        | St. Dreifaltigkeit         | Nordrhein-Westfalen | |
| 1906      |      | Bad Godesberg          | Herz-Jesu-Kirche           | Nordrhein-Westfalen | [ 4 ] |
| 1906–1907 |      | Borschemich            | St. Martinus               | Nordrhein-Westfalen | Die Kirche wurde am 23. November 2014 profaniert und im Februar 2016 abgerissen, da sie dem Tagebau Garzweiler weichen musste. |
| 1907–1909 |      | Dudeldorf              | St. Maria Königin          | Rheinland-Pfalz     | |
| 1910      |      | Jerusalem              | Marienkirche auf dem Sion  | Israel              | |
| 1921      |      | Köln-Mülheim           | St. Antonius               | Nordrhein-Westfalen | Mit dem Bau wurde schon früher begonnen, 1921 wurde die Kirche geweiht.                                                        |
| 1923      |      | Ueß                    | St. Luzia                  | Rheinland-Pfalz     | |
| 1926      |      | Hamburg-Harvestehude   | St. Elisabeth              | Hamburg             | Zusammen mit Josef van Geisten                                                                                                 |
| 1926–1927 |      | Köln-Humboldt/Gremberg | St. Engelbert              | Nordrhein-Westfalen | Zusammen mit Josef van Geisten                                                                                                 |
| 1927      |      | Kloster Rulle          | Klosterkirche St. Johannes | Niedersachsen       | |
| 1927–1928 |      | Widdig                 | St. Georg                  | Nordrhein-Westfalen | |

### Restaurierungen / Erweiterungen
| Jahr      | Bild | Ort                   | Objekt                            | Bundesland          | Kommentar |
| --------- | ---- | --------------------- | --------------------------------- | ------------------- | --- |
| 1894      |      | Düsseldorf-Gerresheim | Basilika St. Margareta            | Nordrhein-Westfalen | |
| 1895–1896 |      | Agathaberg            | St. Agatha                        | Nordrhein-Westfalen | |
| 1898      |      | Aachen                | St. Adalbert                      | Nordrhein-Westfalen | Wiederherstellung nach Plänen von Heinrich Wiethase                                                                 |
| 1901–1902 |      | Erkrath               | St. Johann Baptist                | Nordrhein-Westfalen | Neuromanische Erweiterung                                                                                           |
| 1904–1906 |      | Köln-Lindenthal       | Alt St. Stephan (Krieler Dömchen) | Nordrhein-Westfalen | Sanierung |
| 1907      |      | Köln                  | St. Georg                         | Nordrhein-Westfalen | Sanierung |
| 1912–1914 |      | Keyenberg             | Heilig Kreuz                      | Nordrhein-Westfalen | Neubau Schiff und Turm an Chor von 1866–1867                                                                        |
| 1915      |      | Düren                 | Marienkirche                      | Nordrhein-Westfalen | Anbau eines neuen Westbaus in neugotischen Formen. Bis auf die unteren Turmgeschosse am 16. November 1944 zerstört. |
| 1921–1922 |      | Wanderath             | St. Valerius                      | Rheinland-Pfalz     | Erweiterung |
| 19??      |      | Siegburg              | Abtei Michaelsberg                | Nordrhein-Westfalen | |

### Ausstattungen
- 1901: Mosaikboden in St. Remigius in Köln
- Hochaltar und Chorgestühl für die Herz-Jesu-Kirche in Köln-Mülheim
- 1906: Hochaltar für die Pfarrkirche St. Cäcilia in Niederzier, Ausführung durch Alexander Iven
- um 1906: Hochaltar für die Propsteikirche St. Mariä Himmelfahrt in Jülich, nur teilweise erhalten
- 1911/12: Hochaltar und Taufsteindeckel für die Arnolduskapelle in Arnoldsweiler, in Zusammenarbeit mit Peter Hecker
- 1912: Kanzel für die Pfarrkirche St. Cäcilia in Niederzier
- 1915: Orgelprospekt der Klais-Orgel für die Pfarrkirche St. Arnold in Arnoldsweiler
- 1922: Kriegerdenkmal für Arnoldsweiler
- 1923 Ornamentik der St.-Peters-Glocke (gen. Dicker Pitter) im Kölner Dom

### Profanbauten
- 1899–1900: zusammen mit seinem Vater Edmund Renard Heinzelmännchenbrunnen in Köln[8]
- 1899–1902: Umbau des Hexenturms in Jülich zum Museum
- 1905–1908: Alexianer-Krankenhaus in Köln-Ensen
- 1910 (Fertigstellung): Deutsches Paulushospiz in Jerusalem
- 1927–1931: Anbauten und Aufstockungen (2. Obergeschosse) am Bauensemble Mitcham Schmidt, Jerusalem

## Auszeichnungen
Heinrich Renard wurde mit dem Roten Adler-Orden IV. Klasse und dem ab 1909 verliehenen Ölberg-Kreuz geehrt.